# 阿里埃勒·沙龙
阿里埃勒·沙龙（希伯來語：אֲרִיאֵל שָׁרוֹן，羅馬化：Ariʼēl Sharōn，希伯來語發音：[arˈjɛl ʃaˈron] ⓘ；1928年2月26日—2014年1月11日），原名阿里埃勒·沙伊纳曼（Ariel Scheinermann），以色列军官及政治人物，曾任第11任以色列总理，直至2006年1月因中风而无法继续履职。
1948年以色列陆军建军时沙龙即为其指挥官之一。他作为士兵及军官参加了1948年的独立战争，于亚历山德罗尼旅中担任排长，参加多场战斗，其中包括宾农阿莱夫行动（Bin Nun Alef）。他在101部队的建立、反扑行动、1956年苏伊士运河战争、1967年六日战争、埃以消耗战争及1973年赎罪日战争中均扮演了重要的角色。作为国防部长，沙龙亦指挥了1982年的黎巴嫩战争。
沙龙被认为是以色列历史上最伟大的军事指挥官以及最伟大的战略家之一。在其指挥六日战争中对西奈半岛的突击及赎罪日战争中对埃及陆军第三军完成合围后，以色列民众赋予其“以色列之王”这一称号。
沙龙从军队退伍之后进入政界，加入利库德集团，并于1977年至1992年及1996年至1999年在利库德领导的政府中担任职位。2000年沙龙当选利库德集团党首，并于2001年至2006年担任以色列总理一职。
1970年代至1990年代，沙龙支持在约旦河西岸地区及加沙地带进行以色列定居点的建设；然而在其就任总理后，沙龙開始主張放棄部分猶太人定居點並于2004年至2005年推动了以色列自加沙地带的单方面撤离。利库德集团反对这一政策，由此沙龙于2005年11月退出该党，新建前进党。外界预测沙龙将会赢得下一届大选，并通过一系列单方面撤离行动“将以色列从约旦河西岸地区大部撤出”。2006年1月4日沙龙中风昏迷，陷入持续性植物状态，直至2014年1月11日辞世。

## 背景
沙龙出生于以色列特拉维夫附近马拉勒村的一个犹太农民家庭，沙龙家原姓沙伊纳曼（Scheinermann），后来才改以家庭所在地的沙龙地区为姓氏。沙龍的父母什穆埃尔（Shmuel）和薇拉（Vera）都是狂熱的猶太復國主義者。1922年，他們從蘇俄移民到以色列。

## 军旅生涯
沙龙早年在英国坎特伯雷参谋学院、耶路撒冷希伯来大学和特拉维夫大学学习。1956年10月参加英国、法国和以色列发动的苏伊士运河战争。1967年获得少将军衔。1973年10月，在赎罪日战争中，当以色列军队受到重大挫折之时，沙龙率领属下的两个师强突苏伊士运河，一举扭转战局，被手下的将士称为“犹太之王”，被外界称为“以色列的巴顿”。1982年年他又指挥第五次中东战争，攻入黎巴嫩，重创巴解组织的力量。

## 政治生涯
1975年6月，出任以色列总理拉宾的高级安全事務顾问。
1981年，出任以色列国防部部长。
1982年6月，策划和指挥了入侵黎巴嫩的战争。
1996年，任国家基础设施部长，并从1998年起兼任外交部长，直到1999年以色列大选。
1999年，出任利庫德集團党魁。
2001年2月，以利库德集团党魁领导人身份参加以色列总理竞选并获胜。
2002年11月28日，再次当选利庫德集團党魁。
2003年1月28日，领导利库德集团在选举中获胜，使得利库德集团成为议会第一大党，成功连任总理。
2005年11月21日，退出執政利庫德集團，成立以色列前进党，担任党魁。

## 晚年
2005年6月18日，沙龙被送往耶路撒冷當地的一間醫院，當時他已輕微中風。報道指沙龙感到不適及言語上難以說話、溝通。之後他突然在以色列軍方電台出現，表明自己將會繼續擔任以色列總理，勸喻人民不要擔心。
沙龙於2005年12月18日再次因輕微中風入院。不過兩日後（12月20日）即出院。沙龙似乎已经痊癒（甚至在午餐上吃了兩大塊巨型牛排），不過醫生已提醒沙龍注重飲食健康，以免又再中風。医生还计划在2006年1月为其进行心脏修补手术。

### 中风离职
2006年1月4日晚，沙龙因突发严重中风被紧急送往耶路撒冷哈达萨医院进行抢救。1月6日，因为脑部出血未停止，沙龙再次被迫进行手术。哈達薩醫院院長什洛莫·莫爾及沙龙助手還指出其或將無法履行總理的職務。
1月9日，沙龙在醫生逐步減少使用麻醉藥後，開始恢復獨立呼吸，但仍要佩戴氧氣罩。莫爾指，其情況仍然危殆，會在他甦醒後，再評估他腦部受損的情況；而另一方面，代總理艾胡德·奧爾默特承諾，會繼續沙龍的政策。1月11日，沙龙病情繼續好轉，但仍然嚴重，什洛莫·莫爾還計劃停止為他注射麻醉劑。2月10日，沙龙的消化系統嚴重受損，情況危殆，醫生指他生存機會甚低。4月11日，以色列内阁召开特别会议，宣布沙龙永久失去履行职权能力，同时任命代总理艾胡德·奧爾默特为临时总理。这意味着沙龙时代正式结束。

### 病势发展
2007年4月18日，沙龙之子称沙龙病情有好转，甚至一度能够开口说话。
2010年11月12日，他由亲属接回家中进行护理。
2014年1月2日，沙龍情況再次轉趨危殆，出现多重器官衰竭，可能随时会有生命危險。
2014年1月9日，病情極度恶化，甚至可能隨時病逝。

## 逝世与纪念
2014年1月11日，沙龍在特拉维夫一家医院中病逝，享壽85歲。
根据犹太人的丧葬习俗，沙龙的葬礼于1月13日以举行，以尽快下葬。参加了葬礼的外国政要包括美国副总统乔·拜登、前英国首相托尼·布莱尔、前荷兰首相维姆·科克、捷克总理伊日·、俄罗斯外长谢尔盖·维克托罗维奇·拉夫罗夫和德国外长弗兰克-瓦尔特·施泰因迈尔等。
- 阿里埃勒·沙龙和妻子莉莉·沙龙的坟墓。
- 2014年1月13日，前以色列总理沙龙在耶路撒冷举行国葬时，美国副总统乔·拜登发表演讲。

## 外部連結
- 以色列总理沙龙与中国的渊源(中文)
- 以色列前進黨主頁(希伯來語) （页面存档备份，存于）
- 沙龍的生平(英文) （页面存档备份，存于）
- 以色列总理阿里埃勒·沙龙生平大事回顾(中文)
- 沙龙退党 以色列将提前大选
- 以總理夏隆中風住院
- An anti-Ariel Sharon flash clip[永久]

| 政府职务                 | 政府职务                       | 政府职务                 |
| ------------------------ | ------------------------------ | ------------------------ |
| 前任： 埃胡德·巴拉克     | 以色列总理 2001年—2006年       | 繼任： 艾胡德·奧爾默特   |
| 前任： 梅纳赫姆·贝京     | 以色列国防部部长 1981年—1983年 | 繼任： 摩斯·阿连斯       |
| 政党职务                 |                                |                          |
| 前任： 首任              | 以色列前进党党首 2005年—2006年 | 繼任： 艾胡德·奧爾默特   |
| 前任： 本雅明·内塔尼亚胡 | 利库德集团領導人 1999年—2005年 | 繼任： 本雅明·內塔尼亞胡 |